# Kâmil Ocak Stadı
Das Kâmil Ocak Stadı (auch Kâmil Ocak Stadyumu, deutsch Kâmil-Ocak-Stadion) war ein Fußballstadion in der türkischen Stadt Gaziantep. Der Fußballverein Büyükşehir Gaziantepspor trug hier seine Heimspiele aus. Das 1974 eröffnete Stadion bot Platz für 16.981 Zuschauer. Der Namensgeber Kâmil Ocak (1914–1969), ehemaliger türkischer Staatsminister für Sport aus Gaziantep, war für den Bau dieser Sportstätte verantwortlich und setzte diese Idee in die Tat um. Als Anerkennung wurde die Spielstätte nach ihm benannt.
Mit der Fertigstellung und Eröffnung der Gaziantep Arena Mitte Januar 2017, wechselte Gaziantepspor in die neue Spielstätte mit rund 35.000 Plätzen. Das alte Stadion wurde daraufhin abgerissen. Auf dem Gelände soll ein "Garten der Nation" entstehen.